# Oncopoduridae
Oncopoduridae är en familj av urinsekter. Enligt Catalogue of Life ingår Oncopoduridae i överfamiljen Tomoceroidea, ordningen hoppstjärtar, klassen urinsekter, fylumet leddjur och riket djur, men enligt Dyntaxa är tillhörigheten istället ordningen hoppstjärtar, klassen urinsekter, fylumet leddjur och riket djur. Enligt Catalogue of Life omfattar familjen Oncopoduridae 8 arter. 
Kladogram enligt Catalogue of Life och Dyntaxa:
| Oncopoduridae | \| \| Harlomillsia \| \| \| \| \| \| Oncopodura \| \| \| \| |
|               | \| \| Harlomillsia \| \| \| \| \| \| Oncopodura \| \| \| \| |
|               | långhornshoppstjärtar                                       |
|               |                                                             |
|               | Harlomillsia                                                |
|               |                                                             |
|               | Oncopodura                                                  |
|               |                                                             |

|  | Harlomillsia |
|  |              |
|  | Oncopodura   |
|  |              |